# Geomonumentos em Portugal

## Geomonumentos classificados como Monumentos Naturais(Dec.Lei 19/93 de 23 de Janeiro)
- Pedreira do Galinha - pegadas de dinossauros, Serra d'Aire (Dec.Reg. nº12/96 de 22 de Outubro)
- Pego Longo - pegadas de dinossauros, Carenque, Sintra (Dec.Reg. nº19/97 de 5 de Maio)
- Pedra da Mua, Avelino e Lagosteiros, Sesimbra (Dec.Reg. nº20/97 de 7 de Maio)

## Geomonumentos classificados como Sítios Classificados(Dec.Lei 613/76 de 27 de Julho)
- Gruta do Zambujal, Sesimbra (Dec.Lei nº140/79 de 21 de Maio)
- Monte de S.Bartolomeu, Nazaré (Dec.Lei nº108/79 de 2 de Maio)
- Fonte da Benémola, Loulé (Dec.Lei nº392/91 de 10 de Outubro)
- Rocha da Pena, Loulé (Dec.Lei nº392/91 de 10 de Outubro)
- Campo de lapiás da Granja de Serrões, Pero Pinheiro, Sintra (Dec.Lei nº393/91 de 11 de Outubro)
- Campo de lapiás de Negrais, Pero Pinheiro, Sintra (Dec.Lei nº393/91 de 11 de Outubro)

## Geomonumentos classificados como Paisagem Protegida(Dec.Lei 613/76 de 27 de Julho)
- Arriba Fóssil da Costa da Caparica (Dec.Lei nº168/84 de 22 de Maio)

## Geomonumentos classificados como Imóvel de Interesse Público
- Penedo de Lexim, Mafra (Dec.Lei nº28/82 de 26 de Fevereiro) Local classificado pelo IPPC (actual IPPAR) dado o seu valor arqueológico

## Geomonumentos classificados como Monumento Natural Regional(Açores)
- Pedreira do Campo, Ilha de Santa Maria, Açores Decreto Legislativo Regional nº 11/2004/A, Diário da República, de 23 de Março de 2004 (pág. 1634 e 1635)

## Geomonumentos ao nível do afloramentoalguns classificados pelas autarquias, outros apenas propostos
- Em Lisboa
  - Plataforma carbonatada com briozoários (Rua Sampaio Bruno, Miocénico)
  - Afloramentos de calcário com sílex (Av. Infante Santo, Cenomaniano)
  - Calcários em camadas horizontais (Alto dos Sete Moinhos e Av Calouste Gulbenkian, Cenomaniano)
  - Depósito conglomerático fluvial (Trav. das Águas Livres)
  - Basalto (Rua Fialho de Almeida)
- Em Sesimbra
  - Pegadas de saurópodes (Pedreira do Avelino, Zambujal)
- Gruta do Zambujal
- Arriba das Praias do Meco e das Bicas
- Gesseira de Santana
- Calhaus da Serra de Sintra a sul do Tejo
- Em Setúbal
  - Pedra Furada
- Em Sintra
  - Pegadas de dinossauros (Praia Grande, Colares)
- Em Torres Vedras
  - Tronco silicificado do Cretácico (Cadriceira)

Outras ocorrências
- Barreiro da Fábrica Jerónimo Pereira Campos (Aveiro)
- Discordância angular da Praia do Telheiro (Vila do Bispo)
- Duna consolidada de Oitavos (Cascais)
- Jazida fossilífera de Cacela (Vila Nova de Cacela)
- Monte de S.Bartolomeu (Nazaré)
- Pegadas de Terópodes do Cabo Mondego
- Penedo de Lexim  (Mafra)
- Pincha de Minde
- Afloramento sienítico da Picota (Serra de Monchique)
- Chaminé vulcânica da Papôa (Peniche)
- Duna consolidada de Magoito (Sintra)
- Lomba dos Pianos  (São João das Lampas, Sintra)
- Livraria do Mondego (Penacova) 40° 17′ 03″ N, 8° 15′ 50″ O
- Mina da Guimarota (Leiria)

## Geomonumentos ao nível do sítioalguns classificados pelas autarquias, outros apenas propostos
- Em Cascais
  - Campo de dunas activas (Guincho)
  - Campo de lapiás litoral (entre Cascais e o Guincho)
  - Boca do Inferno
- Em Condeixa-a-Nova
  - Vale das "buracas" do Casmilo
- Na Figueira da Foz
  - Sequência estratigráfica no Jurássico (Cabo Mondego) - processo de classificação em curso há mais de 20 anos!
- Em Lisboa
  - Antigas explorações de pedra em Rio Seco
- Em Loulé
  - Rocha da Pena
  - Fonte da Benémola
- Em Ourém/Torres Novas
  - Monumento Natural das Pegadas de Dinossauros da Serra d'Aire
- Em Portalegre
  - Galerias de Escusa
- No Porto
  - Gneisses e granitos no Passeio da Foz
- Em Sesimbra
  - Pegadas de dinossauros de Lagosteiros
- Em Sintra
  - Pegadas de dinossauro de Pego Longo (Carenque)
  - Campo de lapiás de Negrais
  - Campo de lapiás da Granja dos Serrões
- Em Viseu
  - Geomonumento do Monte de Santa Luzia

## Geomonumentos ao nível da paisagemalguns classificados, outros apenas propostos
- Arriba fóssil da Costa da Caparica
- Baia dos Lagosteiros (Sesimbra)
- Caldeiras vulcânicas de colapso gravítico (Ilha de S.Miguel)
- Concha de S.Martinho do Porto (Alcobaça)
- Nave do Barão (Salir, Algarve)
- Nave de Santo António e Vale glaciário do Zêzere (Serra da Estrela)
- Pedra da Mua (Cabo Espichel, Sesimbra)
- Polje de Minde (Maciço Calcário Estremenho)
- Portas de Rodão (Castelo Branco)
- Pulo do Lobo (Serpa)

## Parques temáticos´
- Parque Paleozóico de Valongo (iniciativa Câmara Municipal de Valongo e Dep. de Geologia da Univ. do Porto)